# بلدرچین جنگلی بلوطی
بلدرچین جنگلی بلوطی (نام علمی: Odontophorus hyperythrus) نام یک گونه از سرده بلدرچین جنگلی است.